# Opius shenefelti
Opius shenefelti är en stekelart som beskrevs av Fischer 1964. Opius shenefelti ingår i släktet Opius och familjen bracksteklar. Inga underarter finns listade i Catalogue of Life.